# Стивенс, Суфьян
Су́фьян Сти́венс (англ. Sufjan Stevens; род. 1 июля 1975) — американский автор-исполнитель и мультиинструменталист. Его дебютный альбом A Sun Came вышел в 1999 году на лейбле Asthmatic Kitty, который Стивенс вместе основал со своим отчимом. Широкую известность ему принёс альбом Illinois, достигший первого места в чарте Billboard «Top Heatseekers». Он получил номинации на премии «Оскар» и «Грэмми» за композицию «Mystery of Love» из фильма «Назови меня своим именем» (2017).
За свою музыкальную карьеру Стивенс выпустил альбомы разных стилей: от электронного Enjoy Your Rabbit и лоу-фай-фолка Seven Swans до оркестрового Illinois и рождественского Songs for Christmas с христианскими темами.

## Ранние годы
Стивенс родился в Детройте, штат Мичиган, где жил до девяти лет, пока его семья не переехала в Петоски. Его воспитанием занимался отец Рашид и мачеха Пэт; Стивенс лишь иногда навещал свою мать, Кэрри, жившую в Орегоне, вместе со вторым мужем Лоуэлл Брамсом. Его мать умерла в декабре 2012 года. Брамс позже возглавил звукозаписывающий лейбл Стивенса, Asthmatic Kitty. Стивенс имеет литовские и греческие корни.

## Карьера

### Начало карьеры и Fifty States Project (1995—2006)
Стивенс начал свою музыкальную карьеру в составе Marzuki, фолк-рок-группы из Холланда, штат Мичиган, а также гаражной группы Con Los Dudes. Он также играл (и продолжает играть) на различных инструментах для Danielson Famile. Во время своего последнего семестра в колледже Хоуп, Стивенс записал свой дебютный сольный альбом A Sun Came, который он выпустил на Asthmatic Kitty Records. Позже он переехал в Нью-Йорк, где поступил на писательскую программу в Новой Школе Социальных Исследований. Во время учебы в Новой Школе Стивенс увлекся написанием коротких рассказов, которые, как он считал, приведут его к написанию романа, но в конечном итоге вернули его к написанию песен.
Находясь в Нью-Йорке, Стивенс сочинил и записал музыку для своего второго альбома Enjoy Your Rabbit, цикла песен, основанного на животных китайского гороскопа. Альбом углублялся в электронику.

Затем Стивенс выпустил альбом Michigan, сборник народных песен и инструментальных композиций. Он включает в себя оды городам, а также районам отдыха, таким как водопад Такваменон и Национальный Берег Озера Дюн Спящего Медведя. В живописных описаниях и персонажах слились его собственные заявления о вере, печали, любви и возрождении Мичигана. В то же время Стивенс объявил о намерении написать альбом для каждого из 50 штатов США, который он назвал Fifty States Project. После выпуска альбома Michigan Стивенс собрал сборник песен, записанных ранее, в побочный проект, альбом «Семь лебедей», который был выпущен в марте 2004 года. 

## Личная жизнь
В октябре 2023 года Стивенс совершил каминг-аут и посвятил альбом Javelin скончавшемуся партнеру Эвансу Ричардсону.

## Дискография

### Студийные альбомы
- A Sun Came (2000)
- Enjoy Your Rabbit (2001)
- Michigan (2003)
- Seven Swans (2004)
- Illinois (2005)
- The Age of Adz (2010)
- Carrie & Lowell (2015)
- The Ascension (2020)
- Convocations (2021)
- Javelin (2023)

### Совместные альбомы
- Planetarium (2017)
- Aporia (2020)
- A Beginner’s Mind (2021)

## Награды и номинации
| Год  | Ассоциация                      | Категория                                            | Работа              | Результат |
| ---- | ------------------------------- | ---------------------------------------------------- | ------------------- | --------- |
| 2006 | Премия «PLUG Independent Music» | Альбом года                                          | Illinois            | Победа    |
| 2006 | Премия «PLUG Independent Music» | Певец года                                           | он сам              | Победа    |
| 2007 | Премия «PLUG Independent Music» | Певец года                                           | он сам              | Победа    |
| 2018 | Премия «Gold Derby»             | Лучшая песня                                         | «Visions of Gideon» | Номинация |
| 2018 | Премия «Gold Derby»             | Лучшая песня                                         | «Mystery of Love»   | Победа    |
| 2018 | Премия «Оскар»                  | Лучшая песня к фильму                                | «Mystery of Love»   | Номинация |
| 2018 | Премия «Выбор кинокритиков»     | Лучшая песня                                         | «Mystery of Love»   | Номинация |
| 2019 | Премия «Грэмми»                 | Лучшая песня, написанная к визуальному представлению | «Mystery of Love»   | Номинация |